# Marie-Louise de Monspey
Marie-Louise de Monspey (1731-1814), dite Églée de Vallière ou Madame de Vallière, chanoinesse de Remiremont, est l’une des filles de Joseph-Henri, marquis de Monspey, comte de Vallière et de Marie-Anne Livie de Pontevès.
Elle fut une célèbre mystique et voyante de son temps, se faisant appeler l'« Agent inconnu » et jouant un rôle notable dans l'ésotérisme français de la fin du XVIIIe siècle ainsi que dans la création de hauts grades maçonniques français et plus particulièrement dans ceux du Rite écossais rectifié.

## Biographie
Elle possède une maison canoniale à son nom à Remiremont.

## Famille
Elle est la fille de Joseph-Henri de Monspey et de  Marie-Anne-Livie de Pontevès d'Agoult.